# Глас на Македонский таен революционен комитет
„Глас на Македонский таен революционен комитет“ с подзаглавие „Излиза когато намери за нужно“ е български анархистки вестник на Македонския таен революционен комитет, известен още като Женевската група, излязал през 1898 година в един брой в Женева.
Вестникът се издава от дейци на Женевската група, която е с анархистки уклон. Вестикът пише:
| „ | За нас само извоюваната свобода се цени, не и подарената. Това е нашият принцип и за неговото осъществяване ние намираме едно-единствено средство – добре подготвената революция. | “ |

Последван е от вестник „Отмъщение“.